# HMS Zodiac
HMS Zodiac, następnie Jafo – brytyjski niszczyciel typu Z z okresu II wojny światowej. Zwodowany 11 marca 1944 roku w stoczniach John I. Thornycroft w Woolston. 23 października 1944 roku przyjęty do służby w Royal Navy, nosił numer taktyczny R54. W trakcie II wojny światowej służył jako ochrona konwojów arktycznych, brał udział w operacji Spellbinder, a w maju 1945 roku nadzorował kapitulację sił Kriegsmarine w Kopenhadze. W 1955 roku sprzedany Izraelskiemu Korpusowi Morskiemu. Do służby wszedł w lipcu 1956 roku pod nazwą „Jafo”. Brał udział w działaniach morskich podczas Kryzysu Sueskiego i w trakcie wojny sześciodniowej.  Od 1969 roku jako cel ćwiczebny, zatopiony w 1973 roku. 

## Projekt i budowa
Okręt zamówiony został 12 lutego 1942 roku w stoczniach John I. Thornycroft w Woolston w ramach wojennego programu budowy niszczycieli. Stępkę położono 7 listopada 1943 roku, a wodowanie miało miejsce 11 marca 1944 roku. „Zodiac” należał do niszczycieli typu Z . Nosił numer burtowy R54.

## Dane taktyczno-techniczne
Długość okrętu wynosiła 110 metrów (362 stopy), szerokość 10 metrów (35 stóp), z kolei zanurzenie 5 metrów (17 stóp). Wyporność pełna wynosiła 2555 ton. Napęd okrętu stanowiły dwie turbiny parowe o mocy 40 000 KM napędzające dwie śruby okrętowe. Okręt mógł płynąć z maksymalną prędkością 31 węzłów. Zasięg wynosił 2800 Mm przy prędkości 20 węzłów.
Uzbrojenie „Zodiaca” stanowiły cztery działa 4.5-calowe, jedno dwulufowe działo przeciwlotnicze kal. 40 mm, cztery działa jednolufowe kal. 40 mm. Ponadto okręt posiadał dwie wyrzutnie torped 21-calowych, dwa tory minowe i 4 wyrzutnie bomb głębinowych.
Niszczyciel wyposażony był w sonar i systemy kierowania ogniem.

## Przebieg służby

### Royal Navy
23 października 1944 roku okręt został przyjęty na służbę w Royal Navy. W listopadzie tego samego roku odbywał ćwiczenia w Scapa Flow wraz z Home Fleet przed dołączeniem do 2. Flotylli Niszczycieli, m.in. z HMS „Zealous” czy okrętami podwodnymi HMS „Scorcher” i HMS „Vengeful” . 

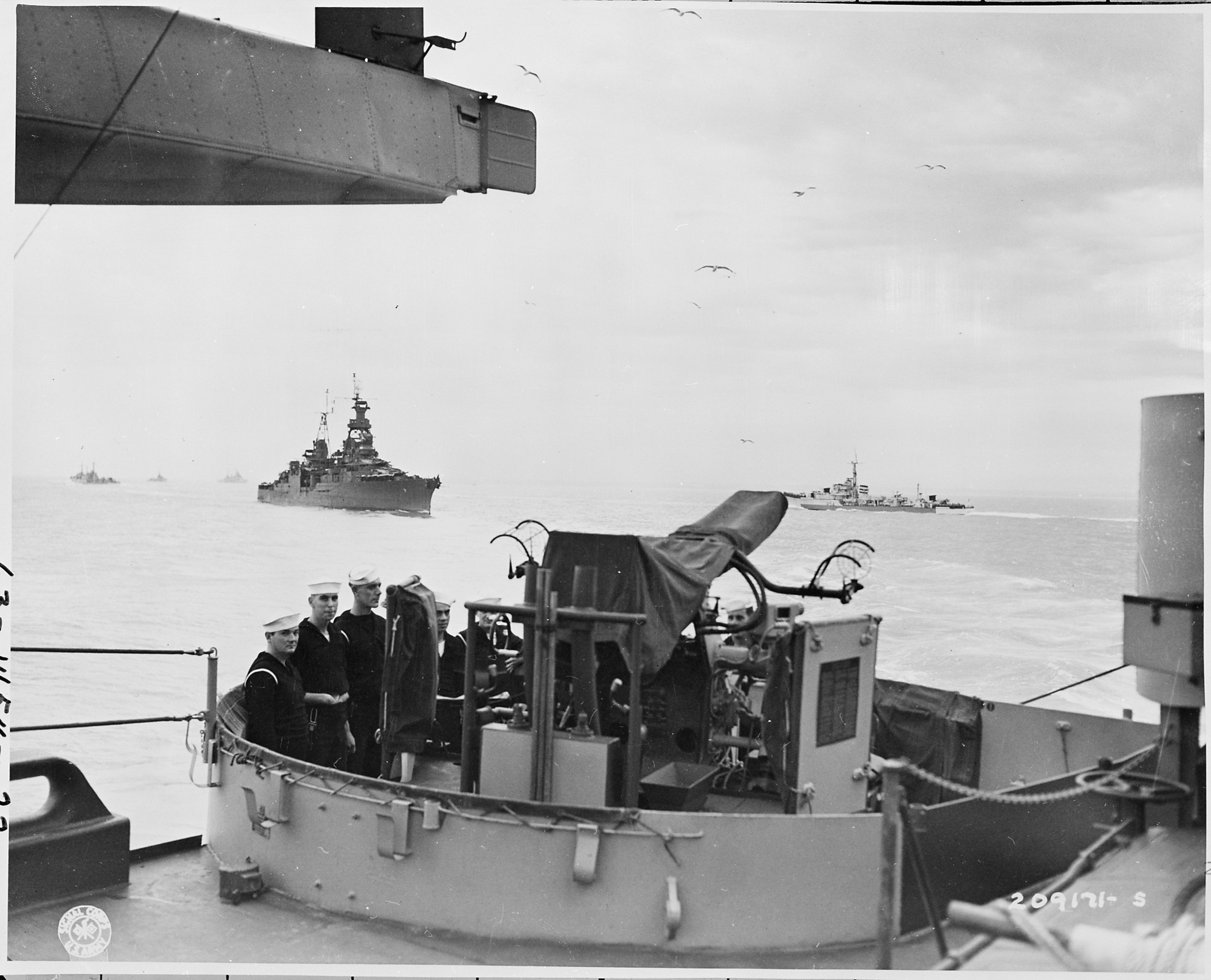
USS „Augusta” w eskorcie HMS „Zodiac” (z tyłu po lewej)

11 stycznia 1945 roku stanowił ochronę dla krążownika HMS „Dido” i lotniskowców „Premier” i „Trumpeter” podczas operacji Spellbinder, która polegała na zaminowywaniu zachodniego wybrzeża okupowanej przez III Rzeszę Norwegii oraz atakach na niemieckie okręty. Od lutego do marca pozostawał na wodach Morza Północnego, biorąc udział w operacjach przy norweskim wybrzeżu. 18 kwietnia 1945 roku stanowił eskortę dla płynących w konwoju arktycznym JW-56 krążownika HMS „Bellona” oraz lotniskowców eskortowych HMS „Premier” i „Vindex”. 29 kwietnia stanowił eskortę dla konwoju powrotnego RA-66 z Półwyspu Kolskiego . W maju odłączony od konwoju RA-66 w celu popłynięcia do Danii, gdzie w Kopenhadze wraz z krążownikami HMS „Dido”, „Birmingham” i niszczycielami „Zealous”, „Zephyr”, „Zest” miał stanowić element nacisku na Niemców w celu wymuszenia kapitulacji krążowników „Prinz Eugen” i „Nurnberg” .
Od czerwca do lipca wraz z 2. Flotyllą Niszczycieli przeniesiony do Home Fleet. 16 października stanowił ochronę dla niszczyciela USS „Augusta” w rejsie do Plymouth z prezydentem Harrym Trumanem .   
W styczniu 1947 roku został przeniesiony do rezerwy, a w 1949 roku do 2. Flotylli Szkoleniowej. W 1952 roku ponownie przeniesiony do rezerwy. W 1955 roku został sprzedany Izraelowi .

### Izraelski Korpus Morski

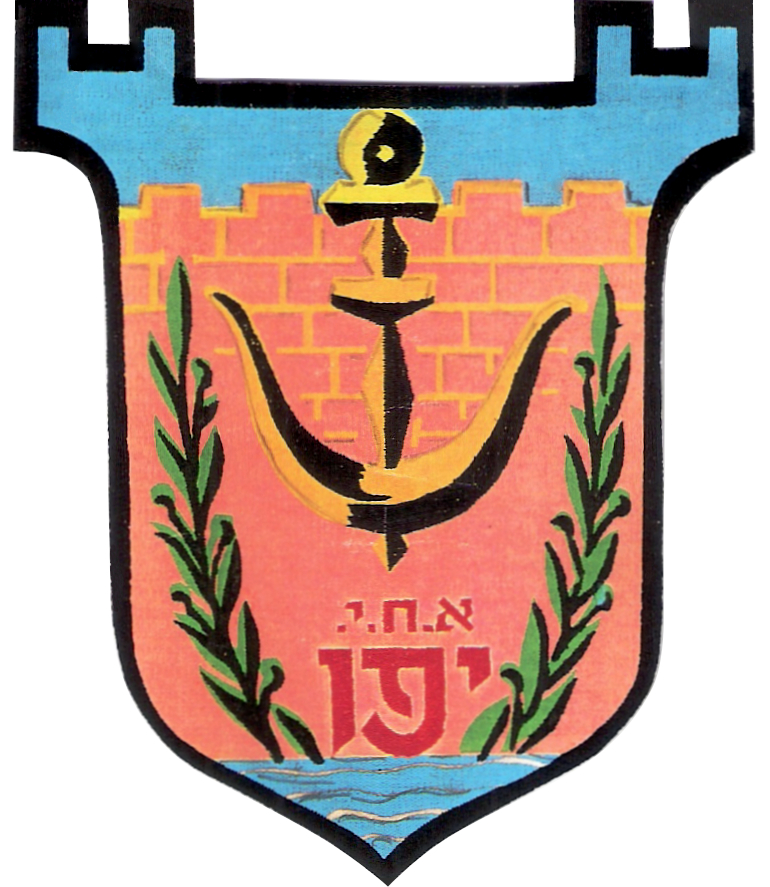
Izraelska oznaka okrętu

„Zodiac” został zakupiony dla Izraelskiego Korpusu Morskiego wraz z drugim niszczycielem HMS „Zealous”. Po renowacji okrętu i szkoleniu załogi w Wielkiej Brytanii „Zodiac” wszedł do służby w lipcu 1956 roku pod nazwą „Jafo”.
30 października 1956 roku, w trakcie Kryzysu Sueskiego, egipski niszczyciel „Ibrahim al-Awal” zaatakował port w Hajfie wraz z rafinerią i instalacjami wojskowymi. O godzinie 03:30 „Ibrahim al-Awal” zbliżył się do miasta i rozpoczął jego ostrzał. Najszybciej na atak odpowiedział będący w pobliżu zatoki francuski niszczyciel „Kersaint”, który jednak nie uzyskał trafień. „Jafo” wraz z „Ejlatem” dołączyły do Francuzów po pewnym czasie. Zmusiło to Egipcjan do wycofania się z Zatoki Hajfy. O godzinie 05:32 niszczyciel został ostrzelany, na co odpowiedział niecelnym ogniem. O godzinie 06:00 ze względu na odniesione uszkodzenia okręt zwolnił do 17 węzłów, zaś 37 minut później został zaatakowany przez myśliwce Dassault MD 450 Ouragan Sił Powietrznych Izraela, doznając kolejnych uszkodzeń. W tym czasie okręt został otoczony z dwóch stron przez jednostki izraelskie. Kapitan Tamzin poddał okręt wraz z załogą.
W 1965 roku wraz z „Ejlatem” odbył manewry na Morzu Śródziemnym.
W trakcie wojny sześciodniowej niszczyciel wziął udział w nieudanym ataku na Port Said wraz z jednostką komandosów Szajjetet 13, oddziałem sabotującym na samozanurzalnych łodziach i trzema kutrami torpedowymi. 
Pod koniec 1969 roku został przeniesiony do rezerwy i służył jako cel ćwiczebny. W 1973 roku został zatopiony podczas testów przeciwokrętowych pocisków Gabriel produkowanych przez Israel Aerospace Industries.